# Kornel Stodola
Kornel Stodola (ur. 29 sierpnia 1866 w Liptowskim Mikułaszu, zm. 21 października 1946 w Bratysławie) – słowacki przedsiębiorca, działacz narodowy i polityk, sygnatariusz Deklaracji Martinskiej z 30 października 1918 r. Jego braćmi byli Aurel Stodola (1859-1942) – fizyk i termodynamik oraz Emil Stodola (1862-1945) – prawnik i polityk.
Był także taternikiem i narciarzem. Jako pierwszy wraz z przewodnikiem Johannem Franzem juniorem zdobył w 1903 r. Wołowiec Mięguszowiecki. Wyczyn ten opisał w 1937 r. w książce Oľgin štít. Na przełomie lat 1888–1889 sprowadził z Norwegii pierwsze narty, których użycie propagował w Tatrach. W 1900 r. zbudował pierwszy na Słowacji ręczny wyciąg narciarski.